# Dieceza de Mainz

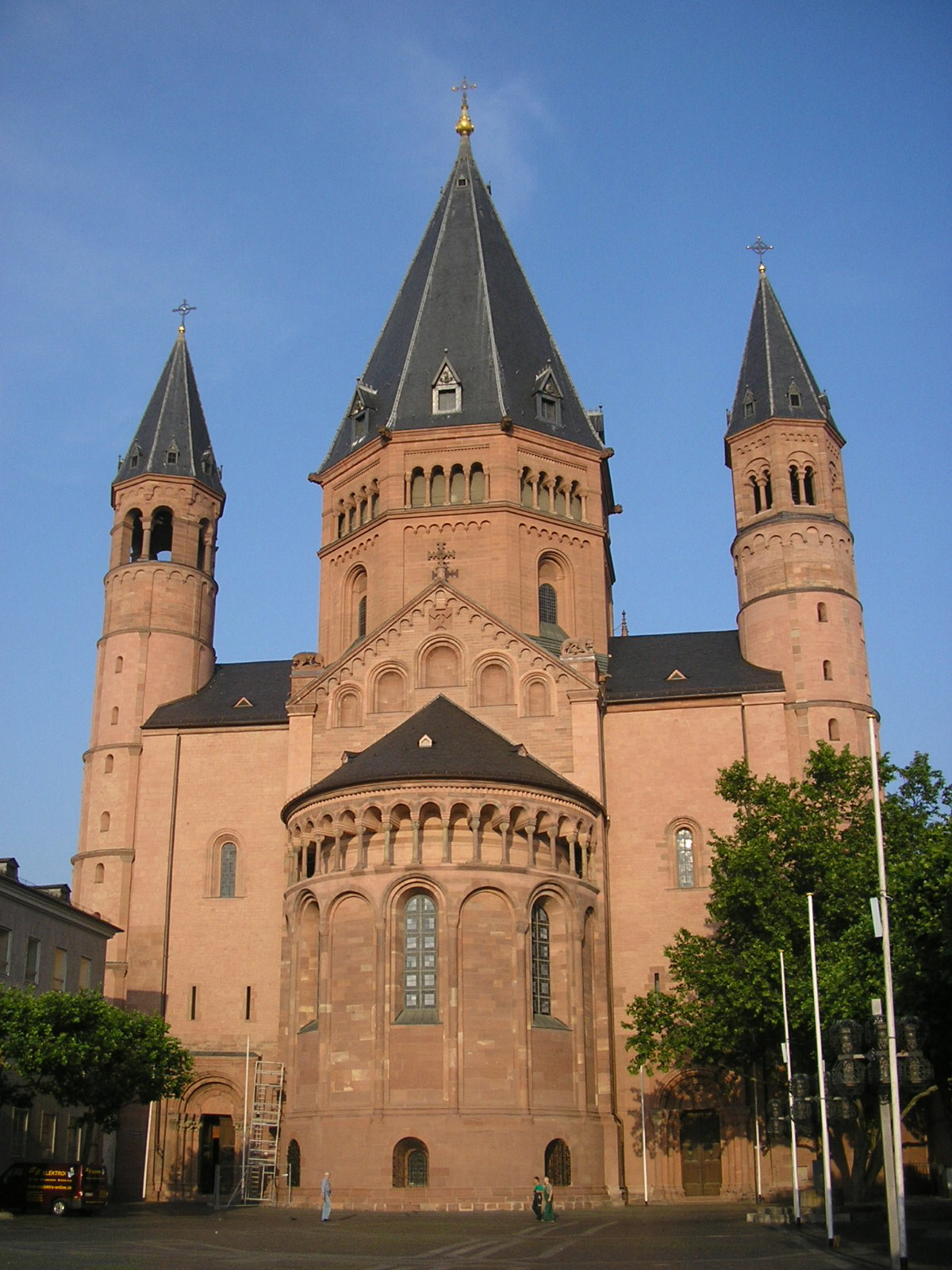
Catedrala din Mainz

Dieceza de Mainz (în latină Dioecesis Moguntina) este una din cele douăzecișișapte episcopii ale Bisericii Romano-Catolice din Germania, cu sediul în orașul Mainz. Dieceza de Mainz se află în provincia mitropolitană a Arhidiecezei de Freiburg.
Din 1983 și până în 2016 episcop de Mainz a fost cardinalul Karl Lehmann.

## Istoric
Conform tradiției, episcopia a fost fondată în anul 346, fiind una din cele mai vechi episcopii catolice din Germania. Mainz, Trier și Köln au fost primele centre de misiune creștină, încă din vremea Imperiului Roman. În timpul carolingienilor Mainz a fost o arhiepiscopie mitropolitană cu patru sufragane: Worms, Speyer, Eichstätt și Würzburg. La sfârșitul secolului al X-lea a primit alte zece episcopii sufragane, inclusiv Dieceza de Praga și Dieceza de Strasbourg, ceea ce a făcut ca provincia mitropolitană de Mainz să fie cea mai întinsă provincie ecleziastică la nord de Alpi. 
Bogăția considerabilă acumulată de arhiepiscopii de Mainz, care dețineau totodată funcția de arhicancelar, a fost unul din motivele care au dus la reforma protestantă. Principalul adversar al lui Martin Luther a fost cardinalul Albrecht de Brandenburg, arhiepiscop de Mainz, căruia i-a reproșat îmbogățirea din comerțul cu indulgențe (iertarea păcatelor după plata unui anumit tarif).
În timpul Reformei Protestante din secolul al XVI-lea, arhiepiscopia a pierdut multe teritorii. În anul 1821 a avut loc o reorganizare a Bisericii Catolice din Germania, în urma căreia Mainzul a fost retrogradat ca episcopie în provincia mitropolitană a Arhidiecezei de Freiburg, în care a rămas până în prezent.